# A srác nem jár egyedül
A srác nem jár egyedül (eredeti cím: He's All That) 2021-ben bemutatott amerikai tini romantikus filmvígjáték, melyet R. Lee Fleming Jr. forgatókönyvéből Mark Waters rendezett. A George Bernard Shaw 1912-es Pygmalion című darabja alapján készült A csaj nem jár egyedül (1999) remake-je, azonban felcserélt nemekkel. A főbb szerepekben Addison Rae, Tanner Buchanan, Madison Pettis, Rachael Leigh Cook és Peyton Meyer látható.
2021. augusztus 27-én mutatta be a Netflix, általánosságban negatív kritikákat kapott.

## Cselekmény
Padgett Sawyer (Addison Rae) elfogadja a kihívást, hogy az iskola legkevésbé népszerű fiúját, Cameron Kwellert (Tanner Buchanan) bálkirállyá tegye. A lány így próbál bosszút állni barátján, aki megalázó helyzetbe hozta. Azonban az idő teltével Sawyer beleszeret Cameronba.

## Szereplők
| Színész             | Szereplő                | Magyar hang      |
| ------------------- | ----------------------- | ---------------- |
| Addison Rae         | Padgett Sawyer          | Koller Virág     |
| Tanner Buchanan     | Cameron Kweller         | Nagy Gereben     |
| Madison Pettis      | Alden                   | Rudolf Szonja    |
| Rachael Leigh Cook  | Anna Sawyer             | Roatis Andrea    |
| Peyton Meyer        | Jordan Van Draanen      | Hamvas Dániel    |
| Matthew Lillard     | Bosch igazgató          | Zámbori Soma     |
| Myra Molloy         | Quinn                   | Boldog Emese     |
| Isabella Crovetti   | Brin Kweller            | Szűcs Anna Viola |
| Annie Jacob         | Nisha Mandyam           | Döbrösi Laura    |
| Andrew Matarazzo    | Logan                   | Bogdán Gergő     |
| Vanessa Dubasso     | Aniston                 | Laudon Andrea    |
| Brian Torres        | diák kémiaórán / pincér |                  |
| Romel De Silva      | Sebastian Woo           | Baráth István    |
| Dominic Goodman     | Track                   | Berkes Bence     |
| Ryan Hollis         | Alden apja              |                  |
| Tiffany Simon       | diák kémiaórán          |                  |
| Kourtney Kardashian | Jessica Miles Torres    | Mezei Kitty      |

## A film készítése
2020 szeptemberében a Miramax bejelentette az 1999-es A csaj nem jár egyedül című film felcserélt nemekkel készített remake-jét A srác nem jár egyedül címmel. Rendezője Mark Waters, az eredeti forgatókönyvíró R. Lee Fleming Jr. a főszereplő pedig Addison Rae lett. Tanner Buchanan, valamint Myra Molloy, Madison Pettis, Peyton Meyer, Isabella Crovetti és Annie Jacob csatlakozott a stábhoz.
2020 decemberében Rachael Leigh Cook csatlakozott a szereplőgárdához, hogy Rae karakterének édesanyját alakítsa. Megerősítették, hogy a Cook által megformált szereplő nem áll rokonságban az eredeti karakterrel. Andrew Matarazzo, Vanessa Dubasso, Brian Torres, Romel De Silva, Dominic Goodman, Ryan Hollis és Tiffany Simon is csatlakozott a produkcióhoz.
A forgatásra a Los Angeles-i Union Station állomáson került sor 2020 decemberében. A várost bírálták, amiért úgy döntött, hogy a filmkészítők kedvéért bezár egy COVID-19 tesztelési helyszínt. A döntést végül visszavonták és a vizsgálati helyszín a forgatás ideje alatt is tovább működhetett. 2021 augusztusában a "Kiss Me" és az "Electric" című dalok feldolgozásai készültek a filmzenéhez.

## Bemutató
Világpremierje 2021. augusztus 25-én volt a hollywood-i NeueHouse-ban, Kaliforniában, mielőtt a Netflix 2021. augusztus 27-én megjelentette volna.

## Fordítás
- Ez a szócikk részben vagy egészben  a   He's All That című angol Wikipédia-szócikk ezen változatának fordításán alapul.  Az eredeti cikk szerkesztőit annak laptörténete sorolja fel. Ez a jelzés csupán a megfogalmazás eredetét és a szerzői jogokat jelzi, nem szolgál a cikkben szereplő információk forrásmegjelöléseként.